# استل رامی
استل رزماری رامی (انگلیسی: Estelle Ramey; ۲۷ اوت ۱۹۱۷ – ۸ سپتامبر ۲۰۰۶) یک غددشناس، فیزیولوژیست و فمینیست آمریکایی بود که به‌طور بین‌المللی به‌خاطر رد ادعاهای ادگار برمن، جراح و رهبر حزب دموکرات، مشهور شد. برمن ادعا کرده بود زنان به‌خاطر «عدم تعادل‌های هورمونی شدید» شایستگی تصدی مناصب عالی عمومی را ندارند. نگرش متعادل رامی به زندگی در این نقل‌قول بعدی او تجلی یافت: «من عشق ورزیده‌ام. و مورد عشق قرار گرفته‌ام. و باقی همه موسیقی پس‌زمینه است.»

## زندگی اولیه
رامی با نام استلا رزماری روبین در دیترویت، میشیگان از والدین مهاجر یهودی متولد شد و پس از نقل‌مکان خانواده‌اش در دوران نوزادی، در بروکلین، نیویورک بزرگ شد. مادرش که مهاجری فرانسوی با تحصیلات کلاس سوم و بی‌سواد بود، او را به معنای «ستاره» نامگذاری کرده بود. در طول کودکی، مادر رامی او و خواهر و برادرهایش را به تحصیل تشویق می‌کرد. در دوران مدرسه، معلمی اصرار داشت نام او را به صورت رسمی «استل» ثبت کند. پدر رامی زمانی که او نوجوان بود درگذشت.

## تحصیلات
رامی در ۱۵ سالگی از دبیرستان فارغ‌التحصیل شد و در ۱۹ سالگی مدرک لیسانس خود را در ریاضیات و زیست‌شناسی از کالج بروکلین دریافت کرد. در اوج رکود بزرگ، او بورسیه‌ای ۷۵۰ دلاری برای تدریس در کالج کوئینز نیویورک به‌دست‌آورد و سپس در سال ۱۹۴۰ مدرک کارشناسی ارشد خود را در شیمی فیزیک از دانشگاه کلمبیا دریافت کرد. در سال ۱۹۴۱ با جیمز تی. رامی، وکیل، ازدواج کرد و صاحب دو فرزند شد. در سال ۱۹۵۰، دکترای فیزیولوژی خود را از دانشگاه شیکاگو دریافت کرد. در طول عمرش، ۱۴ مدرک افتخاری به او اعطا شد. او اولین عضو زن هیئت علمی دانشکده پزشکی دانشگاه شیکاگو بود.

## تدریس و پژوهش
در سال ۱۹۴۱، رامی برای شغل در دپارتمان شیمی دانشگاه تنسی درخواست داد، اما به او گفته شد «باید به خانه برود و از شوهرش مراقبت کند.» چند ماه پس از آن، پس از ورود ایالات متحده به جنگ جهانی دوم، رئیس دپارتمان به رامی پیشنهاد تدریس ترمودینامیک و بیوشیمی به دانشجویان نظامی را داد.
رامی استاد بازنشسته فیزیولوژی و بیوفیزیک در دانشکده پزشکی دانشگاه جرج‌تاون بود.

## جنجال سیاسی
در سال ۱۹۷۰، دکتر ادگار برمن، جراح بازنشسته، در جلسه کمیته اولویت‌های ملی حزب دموکرات، درخواست پتسی مینک، نماینده کنگره، برای اقدام دربارهٔ حقوق زنان را رد کرد. برمن با تأکید بر آنچه تفاوت‌های شدید بین مردان و زنان می‌دانست، اصرار داشت که «توفان‌های ماهانه عدم تعادل هورمونی» زنان را برای مناصب عالی ناشایست می‌کند. او گفت: «فرض کنید یک رئیس‌جمهور زن یائسه داشتیم که باید دربارهٔ خلیج خوک‌ها تصمیم می‌گرفت؟... با وجود همه شرایط برابر، باز هم ترجیح می‌دادم یک مرد مثل جان اف. کندی در بحران موشکی کوبا تصمیم می‌گرفت تا یک زن همسن.»
به‌عنوان یک غددشناس، رامی نامه‌هایی به واشینگتن ایونینگ استار و واشینگتن پست نوشت و ادعاهای برمن را مورد انتقاد قرار داد. در یکی از نامه‌ها نوشت: «متعجب شدم که بفهمم هورمون‌های تخمدانی برای سلول‌های مغزی سمی هستند»، و همچنین اشاره کرد که در طول بحران موشکی کوبا، جان اف. کندی از بیماری آدیسون رنج می‌برد و داروهای او برای این اختلال هورمونی شدید می‌توانستند نوسانات شدید خلقی ایجاد کنند.
باشگاه ملی مطبوعات زنان میزبان مناظره‌ای بین رامی و برمن بود که برمن با این جمله آغاز کرد: «من واقعاً زنان را دوست دارم.» رامی پاسخ داد: «هنری هشتم هم همین‌طور بود.» بر اساس گزارش واشینگتن پست، رامی در این مناظره بر برمن غلبه کرد. پس از این مناظره، برمن از کمیته ملی دموکرات استعفا داد و رامی به یک سخنران عمومی در مورد حقوق زنان تبدیل شد.